# (7152) Eunée
(7152) Eunée, désignation internationale (7152) Euneus, est un astéroïde troyen jovien.

## Description
(7152) Eunée est un astéroïde troyen jovien, camp grec, c'est-à-dire situé au point de Lagrange L4 du système Soleil-Jupiter. Il présente une orbite caractérisée par un demi-grand axe de 5,156 UA, une excentricité de 0,063 et une inclinaison de 3,7° par rapport à l'écliptique.
Il est nommé en référence au personnage de la mythologie grecque Eunée, acteur du conflit légendaire de la guerre de Troie.

## Compléments